# 최희준 (가수)
최희준(崔喜準, 1936년 5월 30일 ~ 2018년 8월 24일)은 대한민국의 가수이며, 제15대 국회의원을 지냈다. 본관은 삭녕. 개명 前 이름은 최성준(崔省準)이며, 아호(雅號)는 소헌(小軒)이다.

## 생애
1936년 경성부에서 태어나 경복고등학교를 졸업하고 서울대학교 법과대학에 입학했다. 서울대학교 법과대학 3학년 때였던 1957년에 황병기와 함께 참가한 서울대학교 축제에서 샹송 《고엽》을 불러 입상한 뒤, 1959년 졸업과 함께 파피 김(본명 김안영)을 통해 미8군 무대에서 가수 생활을 시작했다. 1960년 첫 작품인 《우리 애인은 올드미스》라는 곡으로 본격적으로 활동하였다. 《엄처시하》(1961년, 문화방송 드라마 주제가) 발표 후 1961년 9월 해병 연예대에 입대했다.
1964년 2월 제대 후 《맨발의 청춘》, 《하숙생》 등을 발표해 변함없는 인기를 누리고, 1964년에는 명문대 출신 가수들의 밴드인 "포 클로버즈"의 보컬로 활동했다. 1974년 앨범 《길》을 발표한 뒤 사업가로 변신했다가 1982년 영화 《겨울여자 2부》의 단역으로 출연하였다.
1995년 정계에 복귀한 김대중의 신당 새정치국민회의의 발기인으로 참여했고, 이듬해 1996년 총선에서 경기도 안양시 동안구 갑 선거구에 출마해 당선되어 15대 국회의원을 지냈다. 이후 한국문예진흥원 상임감사(2001년 ~ 2003년), 한국대중음악연구소 소장(2003년 ~ 2006년)을 지낸 뒤 가수 활동을 재개했다. 2018년 8월 24일에 향년 82세의 나이로 노환으로 별세했다.

## 학력
- 1955년 경복고등학교 졸업
- 1959년 서울대학교 법과대학 행정학 학사

## 경력
- 1987.12 ~ 1988.2 평화민주당 당무위원
- 1996 ~ 2000.5 제15대 국회의원 (새정치국민회의 → 새천년민주당 → 무소속)
- 새정치국민회의 당무위원
- 1997.7 국민회의 문화예술특별위원회 위원장
- 새천년민주당 당무위원
- 새천년민주당 탈당(2000년 2월 8일).
- 무소속 국회의원(2000년 2월 8일~2000년 5월 29일)
- 1998.8 ~ 2000.5 국회 문화관광위원회 위원
- 1999.9 국회 예산결산특별위원회 위원
- 1996 ~ 1998 삭녕 최씨 대종회장
- 전주이씨 이자춘의 자손으로 하멜의 후손이며 최인철 이냐시오 복자의 자손이다. 박준우의 4인의 아들 중 김홍도. 최인철, 최창흡, 최창현 등.
- 2001.4 ~ 2004.3 문예진흥원 상임감사
- 2004 한국대중음악연구소 이사장

## 광고
- 1983년 대웅제약 (우루사, 지미콜)
- 1989년 팔도 팔도 설렁탕면

## 수상
- 1995년 제2회 가요대상 특별공로상
- 2007년 문화훈장
- 2007년 제14회 대한민국연예예술상 대상

## 역대 선거 결과
| 실시년도 | 선거   | 대수 | 직책     | 선거구                | 정당           | 득표수   | 득표율          | 순위 | 당락 | 비고 |
| -------- | ------ | ---- | -------- | --------------------- | -------------- | -------- | --------------- | ---- | ---- | ---- |
| 1996년   | 총선   | 15대 | 국회의원 | 경기 안양시 동안구 갑 | 새정치국민회의 | 20,380표 | \| \| 27.63% \| | 1위  |      | 초선 |
|          | 27.63% |      |          |                       |                |          |                 |      |      |      |

## 같이 보기
- 안양시 동안구 갑 (1996년 선거구)
- 안양시 동안구의 국회의원